# Charles Roelofsz
Charles Frederick Roelofsz (Amsterdam, 5 maart 1897 – aldaar, 5 augustus 1962) was een Nederlands kunstenaar; schilder, tekenaar, etser, boekbandontwerper en illustrator. Hij maakte ook muurschilderingen en wandtapijten. Zijn tekeningen zijn satiriek, soms is hij surrealistisch in zijn schilderwerk. Hij heeft ook illustratiewerk en omslagen verzorgd voor De Gemeenschap.
Gedurende de oorlog 1940-1945 illustreerde hij met pentekeningen twee A.A.M. Stols-uitgaven:
- een vogel op een boomtak achter een volle maan, bij: Jan Engelman, Philomela, 1941, Orpheus-serie nr.6
- twee dames bij een hotel, bij: J. Slauerhoff, De ochtendzon, 1941(?), Orpheus-serie nr. 13

Hij was leraar aan de Rijksnormaalschool te Amsterdam en hoogleraar aan de Rijksacademie van Beeldende Kunsten van Amsterdam. Hij was lid van het schildersgilde De Onafhankelijken.
Hij woonde en werkte in Amsterdam, Laren en Blaricum maar maakte ook reizen naar Nederlands-Indië, Amerika, Italië en Frankrijk. In 1962 was er een expositie van zijn werk in de Lakenhal in Leiden en in 1963 in het Stedelijk Museum in Amsterdam.
Hij was getrouwd met Agnes Rodrigues Pereira en de vader van tekenaar en boekillustrator Joost Roelofsz.
- Biografisch Portaal: 45893056
- Digitale Bibliotheek voor de Nederlandse Letteren: roel010
- Gemeinsame Normdatei: 139929347
- International Standard Name Identifier: 0000 0000 7331 3666
- Nederlandse Thesaurus van Auteursnamen: 071091688
- RKD-Nederlands Instituut voor Kunstgeschiedenis: 67629
- Union List of Artist Names: 500107876
- Virtual International Authority File: 96487748
- WorldCat: E39PBJc3G6gBqCKqRK8Rvp4jG3